# Theta1 Tauri
Theta1 Tauri (θ1 Tau / θ1 Tauri) è una stella nella costellazione del Toro, che condivide la designazione di Bayer Theta Tauri con Theta2 Tauri, una stella distante 5,6 minuti d'arco da essa in cielo. Se le misurazioni della parallasse di Hipparcos sono corrette, le due stelle sono separate da 4 anni luce tra loro, il che rende improbabile che siano legate gravitazionalmente l'una con l'altra; tuttavia, entrambe le stelle sono binarie spettroscopiche. La distanza di Theta1 Tauri dalla Terra è di 154,4 anni luce e la sua magnitudine apparente è +3,84.

## Osservazione

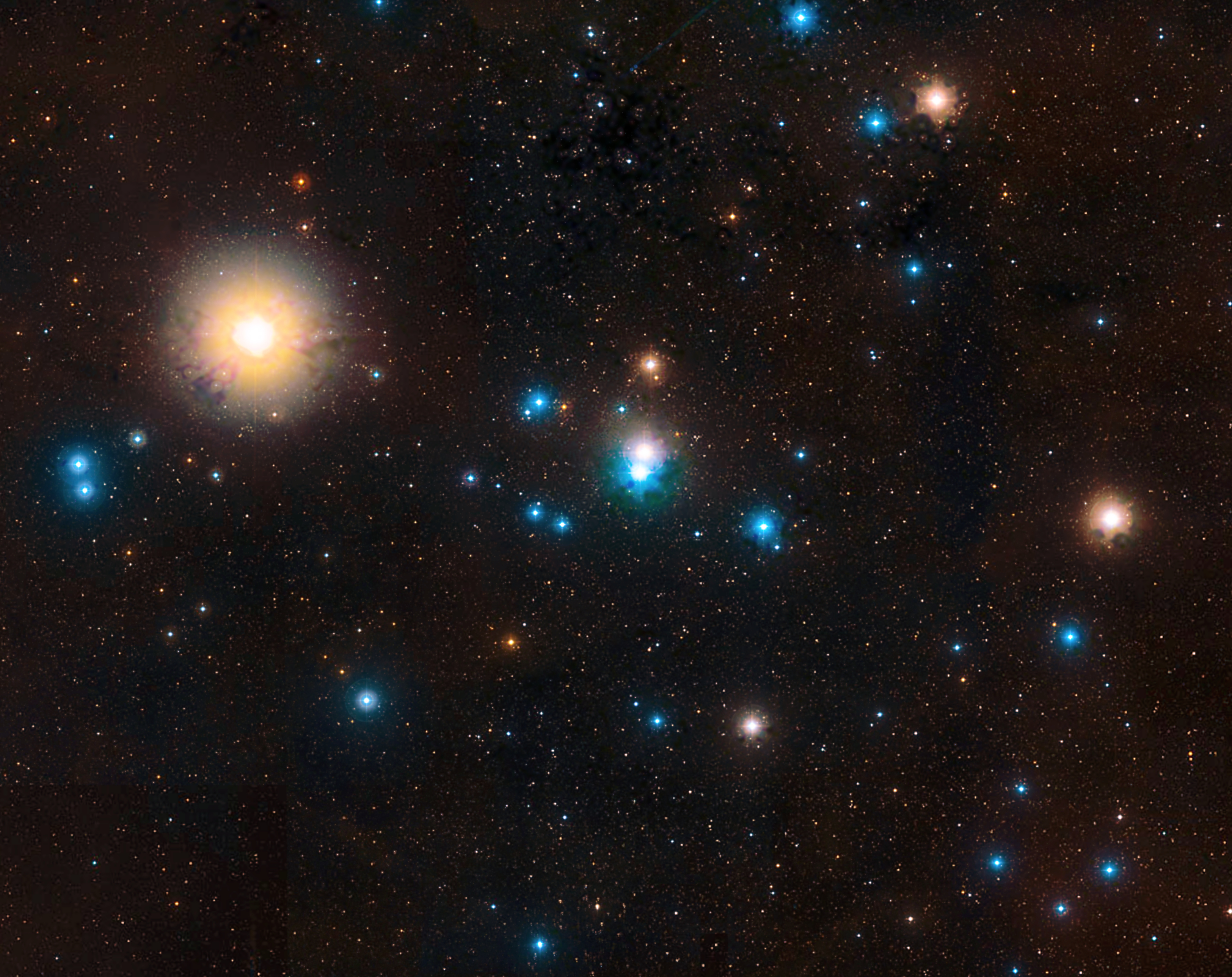
La binaria visuale identificata come è visibile esattamente al centro di questa immagine dell'ammasso delle Iadi.

La stella appartiene all'ammasso aperto delle Iadi, che si distingue con grande facilità anche a occhio nudo: nel cielo dell'inverno boreale si presenta molto alto sopra l'orizzonte e appare come un grande addensamento di stelle disposte a formare una sorta di grande "V"; la sua stella apparentemente più luminosa è la gigante rosso-arancio Aldebaran, in realtà l'unica fra le stelle visibili in questa direzione a non appartenere fisicamente all'ammasso, in quanto più vicina a noi.
Con una declinazione di 15° 57' N, appartiene all'emisfero boreale. Data tuttavia la sua relativa vicinanza all'equatore celeste le sue possibilità di osservazione nell'emisfero australe sono ampie: è invisibile solo più a sud del 74º parallelo, cioè solo nelle regioni antartiche. Tuttavia apparirà bassa all'orizzonte nord nelle regioni più meridionali dell'Argentina, del Cile e della Nuova Zelanda. D'altra parte una tale posizione fa sì che risulti circumpolare, solo nelle regioni artiche e in quelle più settentrionali della Russia, della Groenlandia, del Canada e dell'Alaska. Il 1º giugno il Sole passa pochi gradi a nord di Aldebaran: di conseguenza i mesi migliori per l'osservazione di questa stella sono quelli in cui il Sole si trova nella parte opposta dell'eclittica, cioè quelli che corrispondono all'inverno boreale. In particolare, i mesi più favorevoli per la sua osservazione sono dicembre e gennaio, ma è comunque osservabile, anche se non sempre per l'intera notte, nel periodo che va da ottobre ad aprile; la sua discesa ad ovest subito dopo il tramonto del Sole indica l'approssimarsi dell'estate boreale.
Con una magnitudiine 3,84, è visibile ad occhio nudo e facilmente indentificabile in un cielo buio.

## Caratteristiche fisiche
Theta1 Tauri è una gigante arancione di tipo spettrale K0IIIb; analisi spettroscopiche mostrano la presenza di una compagna di settima magnitudine separata mediamente di 10,3 UA dalla principale, avente un periodo orbitale di 16,3 anni. L'eccentricità orbitale è elevata (e=0,57), e la distanza tra le due componenti varia da un minimo di 4 ad un massimo di 16 UA. La stella secondaria è probabilmente di classe F8V, cioè una stella bianco-gialla di sequenza principale, due volte più luminosa del Sole, mentre la gigante arancione è 66 volte più luminosa della nostra stella e ha un raggio 11 volte superiore a quello solare. Le masse delle due componenti sono all'incirca 2,5 e 1,2 quella del Sole. L'età del sistema, 640 milioni di anni, è simile a quella di Theta2 Tauri e a quella delle Iadi, ammasso del quale le stelle fanno parte.